# MPEG-D
MPEG-D é um grupo de padrões para codificação de áudio formalmente conhecido como ISO/IEC 23003 - tecnologias de áudio MPEG, publicado desde 2007.
O MPEG-D consiste em quatro partes:
- MPEG-D Part 1: MPEG Surround[5] (também conhecido como Codificação de Áudio Espacial[6])
- MPEG-D Part 2: Codificação de Objeto de Áudio Espacial (SAOC)[7]
- MPEG-D Part 3: Fala unificada e codificação de áudio[8]
- MPEG-D Part 4: Controle de Faixa Dinâmica[9]
- MPEG-D Part 5: Áudio não compactado no formato de arquivo MPEG-4[10]